# Archidiecezja Mbandaka-Bikoro
Archidiecezja Mbandaka-Bikoro – diecezja rzymskokatolicka  w Demokratycznej Republice Konga. Powstała w 1924 jako prefektura apostolska Tsupa. W 1926 przemianowana na prefekturę  Coquilhatville. Promowana do rangi wikariatu w 1932, a archidiecezji- w 1959. Przemianowana na archidiecezję Mbandaka w 1966. Pod obecną nazwą od 1975.

## Biskupi diecezjalni
- Edoardo van Goethem (1924–1947)
- Hilaire Marie Vermeiren, M.S.C. (1947–1963)
- Pierre Wijnants, M.S.C. (1964–1977)
- Frédéric Etsou-Nzabi-Bamungwabi, C.I.C.M. (1977–1990)
- Joseph Kumuondala (1991–2016)
- Fridolin Ambongo (2016–2018)
- Ernest Ngboko (od 2019)